# Odrinci (obwód Chaskowo)
Odrinci (bułg. Одринци) – wieś w południowej Bułgarii, w obwodzie Chaskowo, gminie Iwajłowgrad. Według danych Narodowego Instytutu Statystycznego, 31 grudnia 2011 roku wieś liczyła 4 mieszkańców.

## Historia
Do 1934 roku miejscowość ta nazywała się Chałaczli.

## Znane osoby
- Aleksandyr Aleksandrow – rewolucjonista.